# 에벌린 로자다
에벌린 로자다(Evelyn Lozada, 1975년 12월 30일 ~ )는 미국의 방송인, 모델이다. VH1의 리얼리티 프로그램 Basketball Wives에 출연해 이름을 알렸다.